# Sidy Lamine Diarra
Pour les articles homonymes, voir Diarra.
Sidy Lamine Diarra était un comédien, poète et dramaturge malien né à Kayes (Mali) en 1944. Il est connu pour ses rôles dans plusieurs œuvres cinématographiques telles que : Le Paltoquet en 1986, Le Maître des éléphants en 1995 ou encore Élisa sortie dans la même année. Il est mort le 28 novembre 2005 d'une tumeur au cerveau à Paris (France). Il y a passé la majeure partie de sa vie d'adulte et repose à présent dans sa dernière demeure dans sa ville natale. 

## Filmographie
- 1986 : Black Mic-Mac de Thomas Gilou
- 1986 : Le Paltoquet de Michel Deville[5]
- 1993 : L'Enfant lion de Patrick Grandperret
- 1995 : Le Maître des éléphants de Patrick Grandperret
- 1995 : Élisa de Jean Becker

## Théâtre
- 1990 : Le Pays des sept branches, Théâtre Paris-Villette[5].